# John Wood (játékvezető)
John Wood (Tottenham, 1872. október 20. – Neuilly-sur-Seine, 1921. október 10.) angol labdarúgó, nemzetközi labdarúgó-játékvezető. Teljes neve Edward John « Jack » Wood.

## Pályafutása

### Nemzeti játékvezetés
A The Football League bírója. A küldési gyakorlat szerint rendszeres partbírói szolgálatot is végzett.

### Nemzetközi játékvezetés
Nemzetközi játékvezetés szervezett formában még nem működött. Nemzetközi válogatott mérkőzések ritkán fordultak elő, leginkább klubcsapatok mérték meg felkészültségüket egy-egy nemzetközi mérkőzésen. A szervezők az Angol labdarúgó-szövetség  (FA) Játékvezető Bizottságától (JB) kértek mérkőzésvezetőt. Egy nemzetek közötti válogatott és több nemzetközi klubmérkőzést vezetett.
| Időpont           | Helyszín                            | Mérkőzés típusa       | Mérkőzés              | Eredmény | Nézők száma |
| ----------------- | ----------------------------------- | --------------------- | --------------------- | -------- | ----------- |
| 1906. április 22. | La Faisanderie Stadion, Saint-Cloud | felkészülési mérkőzés | Franciaország–Belgium | 0 – 5    | 515         |

#### Olimpiai játékok

##### 1900. évi nyári olimpiai játékok
Az 1900. évi olimpiai bemutató labdarúgó tornán a rendezők mérkőzésvezetőként foglalkoztatták. A második játékvezető, aki olimpián labdarúgó mérkőzést vezetett. A bemutató jellegű labdarúgó tornán klubcsapatok vettek részt.

###### 1900. évi bemutató labdarúgó torna
| Időpont              | Helyszín                       | Mérkőzés típusa           | Mérkőzés                               | Eredmény | Nézők száma |
| -------------------- | ------------------------------ | ------------------------- | -------------------------------------- | -------- | ----------- |
| 1900. szeptember 23. | Velodrome de Vincennes, Párizs | második bemutató mérkőzés | Club Français Paris–Student XI (belga) | 6 – 2    | 1500        |

#### Nemzetközi klubmérkőzések
Az Olimpiai bemutató labdarúgó tornán mutatott teljesítményére emlékezve több alkalommal (3) meghívták a francia regionális bajnokok (USFSA) döntőjének vezetésére.

##### USFSA regionális bajnokok döntője
| Időpont           | Helyszín                           | Mérkőzés típusa              | Mérkőzés                      | Eredmény |
| ----------------- | ---------------------------------- | ---------------------------- | ----------------------------- | -------- |
| 1902. április 20. | Városi Stadion, Bécon les Bruyères | regionális döntő             | RC Roubaix–RC France          | 4 – 3    |
| 1903. április 19. | Iris Club lillois Stadion, Lille   | regionális döntő 2. mérkőzés | RC Roubaix– RC France         | 3 – 1    |
| 1905. április 16. | Parc des Princes, Párizs           | regionális döntő             | Gallia Club Paris– RC Roubaix | 1 – 0    |

## Külső hivatkozások
- John Wood. World Referee. [2014. december 2-i dátummal az eredetiből archiválva]. (Hozzáférés: 2015. július 24.)
- John Wood. eu-football.info. (Hozzáférés: 2015. július 24.)
- John Wood. .rsssf.com. (Hozzáférés: 2015. július 24.)
- John Wood. rsssf.com. (Hozzáférés: 2015. július 24.)

| Elődje: Bramwell | USFSA regionális bajnokok döntője 1902 | Utódja: John Wood |

| Elődje: Robert Guérin | USFSA regionális bajnokok döntője 1903 | Utódja: J. MacEvoy |

| Elődje: J. MacEvoy | USFSA regionális bajnokok döntője 1905 | Utódja: Vanestre |